# Aguerd
Aguerd (en àrab اكرض, Agarḍ; en amazic ⴰⴳⴰⵔⴷ) és una comuna rural de la província d'Essaouira, a la regió de Marràqueix-Safi, al Marroc. Segons el cens de 2014 tenia una població total de 5.378 persones.